# Orthosia henriqueana
Orthosia henriqueana är en oleanderväxtart som först beskrevs av Silveira, och fick sitt nu gällande namn av Liede och Meve. Orthosia henriqueana ingår i släktet Orthosia och familjen oleanderväxter. Inga underarter finns listade i Catalogue of Life.